# Redução (cozinha)
Em culinária, chama-se redução ao processo de concentração dos sabores e espessamento de um caldo, sopa ou molho, através de uma ebulição lenta.  Os caldos reduzidos são designados “fundos” (com exceção do caldo de peixe reduzido que se chama “fumet”) e são utilizados como base para molhos: o molho velouté, feito com um “fundo claro” e o molho espanhol, com o “fundo escuro”. 
Uma redução maior de um “fundo de cozinha”, principalmente de um caldo de carne, dá origem a uma “glace” (ou “demi-glace”, em língua francesa), por vezes chamado extrato de carne, que é uma pasta que se pode conservar durante bastante tempo e usar para preparar ou aromatizar sopas ou molhos,  ou para preparar os cubos-de-caldo.
Uma inovação é a redução de vinho tinto, usada diretamente como aromatizante em vários pratos, ou para preparar um molho em que se mistura o vinho já reduzido com caldo de carne e se engrossa com um roux.  Uma variante é a redução de vinagre balsâmico, que consiste na redução simples do vinagre em lume brando até formar uma pasta. 